# 富士昴
富士昴（1983年7月1日—），日本女性漫畫家。出身於愛知縣名古屋市。AB型血。

## 人物簡介
- 主要在小學館活動。是位酒豪，喜歡的酒類是日本酒[1]。
- 2007年，發表短篇參加榮獲努力獎。2009年在《Club Sunday（日语：クラブサンデー）》發表短篇《OH！MY MOTHER》正式出道。
- 2011年（從《週刊少年Sunday 超》移籍）到2012年9月為止在《週刊少年Sunday S（日语：週刊少年サンデーS）》的《愛心動物醫生》是她個人的首部連載漫畫。

## 作品概覽
※全由小學館發行。

### 連載
- 愛心動物醫生，原名《!?》（《週刊少年Sunday 超》2011年4月號－2012年1月號→《週刊少年SundayS（日语：週刊少年サンデーS）》2012年3月號－11月號，全4冊）

### 短篇
- OH！MY MOTHER，原名《OH！MY》（《Club Sunday（日语：クラブサンデー）》2009年7月28日）
- 落第（2009年12月25日）

### 其它
- 《週刊少年Sunday》2010年1號－52號禮物專區插圖

## 師承
- 高岩吉浩（日语：高岩ヨシヒロ）[1]

## 來源
1. 1 2 3 4 5 6  . Twitter. 2012-06-29  [2016-07-03]. （原始内容存档于2016-03-07） （日语）.

## 外部連結
- 愛心動物醫生（Club Sunday） （页面存档备份，存于） （日語）
- （日語）－富士昂的官方個人部落格。
- 富士昴的X（前Twitter） （日語）